# Dia dos Mortos
No México, o Dia dos Mortos (do espanhol: Día de muertos) é uma celebração de origem indígena comemorada no dia 2 de novembro em honra aos falecidos e quando as almas são autorizadas a visitar os parentes vivos. A celebração ocorre durante a festividade de 31 de outubro a 2 de novembro, celebrada há cerca de três mil anos pelos povos mesoamericanos pré-hispânicos (astecas, maias, purépechas, náuatles e totonacas). Além do México, também é celebrada em outros países da América Central e em algumas regiões dos Estados Unidos, onde a população mexicana é grande. A UNESCO declarou-a como Património Imaterial da Humanidade.
Inicialmente, a celebração era realizada durante todo o mês de agosto pelos povos mesoamericanos pré-hispânicos, que faziam muitos sacrifícios de seres humanos para aplacar a fúria dos deuses, onde os crânios eram guardados como troféus e expostos em templos e nas estátuas do deus da morte durante rituais que celebravam a morte e renascimento.[carece de fontes?] Com a chegada dos colonizadores espanhóis, foi alterada para a passagem do mês de outubro ao mês de novembro, devido o choque cultural com o ritual "pagão" indígena e, de forma a ficar próximo ao Dia dos Fiéis Defuntos/Dia de finados e ao Dia de Todos os Santos, celebrados pelo catolicismo nos dias primeiro e dois de novembro respectivamente.
A festividade que se tornou o Dia dos Mortos era comemorado no nono mês do calendário solar asteca, por volta do início do mês de agosto, e era celebrado por um mês completo. As festividades eram presididas pela deusa Mictecacíhuatl, conhecida como a "Dama da Morte" (do espanhol: Dama de la Muerte) - atualmente relacionada à La Catrina, personagem de José Guadalupe Posada - e esposa de Mictlantecuhtli, senhor do reino dos mortos. As festividades eram dedicadas às crianças e aos parentes falecidos.
É uma das festas mexicanas mais animadas, pois segundo relatos, os mortos vêm visitar os parentes. Esta é celebrada com comida, bolos, festa, música e doces preferidos dos mortos, os preferidos das crianças são as caveirinhas de açúcar. Segundo a crença popular, nos dias 1 e 2, chamados de Días de Muertos, os mortos têm permissão divina para visitar parentes e amigos. Por isso, as pessoas enfeitam suas casas com flores, velas e incensos, e preparam as comidas preferidas dos que já partiram. As pessoas fazem máscaras de caveira, vestem roupas com esqueletos pintados ou se fantasiam de morte.

## História

### Morte entre os astecas

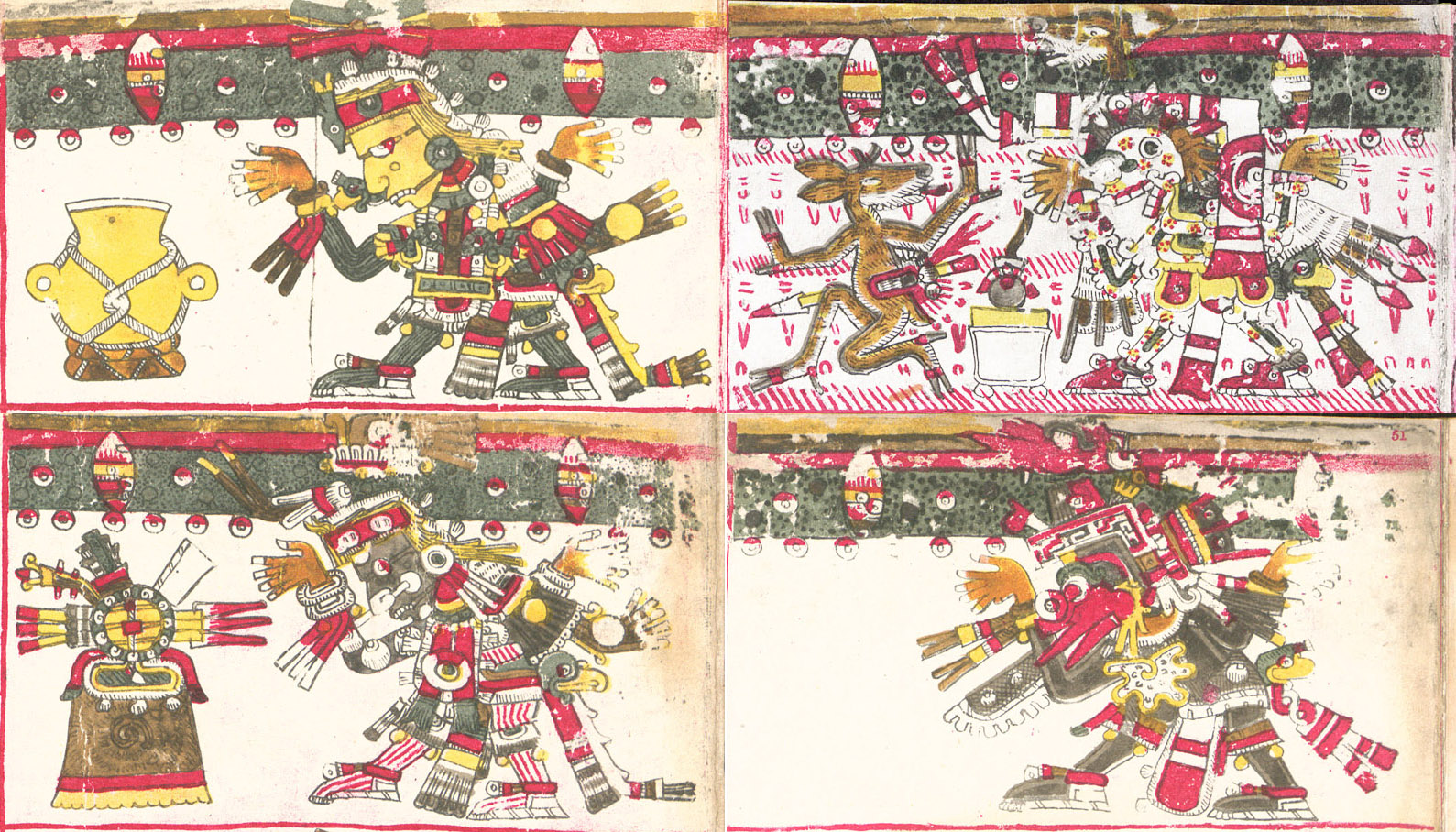
Os quatro pontos cardeais ou reinos do universo horizontal descritos no Codex borgiade.

Para os antigos mesoamericanos, a morte não tinha as conotações morais da religião cristã, nas quais as ideias do inferno e do paraíso servem para punir ou recompensar. Pelo contrário, eles acreditavam que os cursos destinados às almas dos mortos eram determinados pelo tipo de morte que tiveram, e não pelo seu comportamento na vida.
As principais civilizações representativas da área mesoamericana, asteca e maia desenvolveram um rico ritualístico em torno da adoração dos ancestrais e da própria morte, que foi o precedente do atual Dia dos Mortos, no qual a visão de mundo desses povos ainda sobrevive parcialmente.
Os astecas acreditavam que a vida exterior do falecido poderia ter quatro destinos:
- Tlalocan ou paraíso de Tláloc, deus da chuva. Este local era chefiado por aqueles que morreram em circunstâncias relacionadas à água: os afogados, aqueles que morreram de raios, aqueles que morreram de doenças como gota ou hidropisia, sarna ou boubas, bem como crianças sacrificadas ao deus. O Tlalocan era um lugar de descanso e abundância.
- Omeyocán, paraíso do sol, presidido por Huitzilopochtli, o deus da guerra. Apenas os mortos em combate, os cativos que se sacrificaram e as mulheres que morreram no parto chegaram aqui. O Omeyocan era um lugar de alegria permanente, onde o sol era celebrado e acompanhado de música, canções e danças. Os mortos que foram para o Omeyocan, depois de quatro anos, voltaram ao mundo, transformaram-se em pássaros de belas penas multicoloridas.
- Mictlán, destinado àqueles que morreram de morte natural. Este lugar era habitado por Mictlantecuhtli e Mictecacíhuatl, senhor e senhora da morte. Era um lugar muito escuro, sem janelas, do qual não era mais possível sair
- Chichihuacuauhco, onde as crianças mortas foram antes de sua consagração à água onde havia uma árvore cujos galhos o leite estava pingando, para se alimentar. As crianças que vieram aqui voltariam à Terra quando a raça que a habitava fosse destruída. Desta forma, a morte renasceria.

O caminho para o Mictlán era muito tortuoso e difícil, porque para alcançá-lo as almas tinham que viajar por lugares diferentes por quatro anos. Depois desse tempo, as almas chegaram a Chicunamictlán, onde as almas dos mortos descansavam ou desapareçam. Para trilhar esse caminho, o falecido foi enterrado com um cão chamado Xoloitzcuintle, que o ajudaria a atravessar um rio e chegar a Mictlantecuhtli, a quem ele deveria dar, como oferenda, amarrado com chás e bucos de perfume, algodão (ixcátl), fios vermelhos e cobertores. Aqueles que foram ao Mictlán receberam, como oferenda, quatro flechas e quatro chás amarrados com fio de algodão.
Os enterros pré-colombianos, eram acompanhados por oferendas contendo dois tipos de objetos: aqueles que, em vida, tinham sido usados pelos mortos, e aqueles que ele poderia precisar em seu trânsito para o submundo. Dessa forma, a elaboração de objetos funerários foi muito variada: instrumentos musicais de argila, como ocarinas, flautas, timbales e sonajas na forma de crânios; esculturas representando os deuses mortuários, crânios de vários materiais (pedra, jade, vidro), braseiros, incensários e urnas.

## A data fora do México

### Estados Unidos

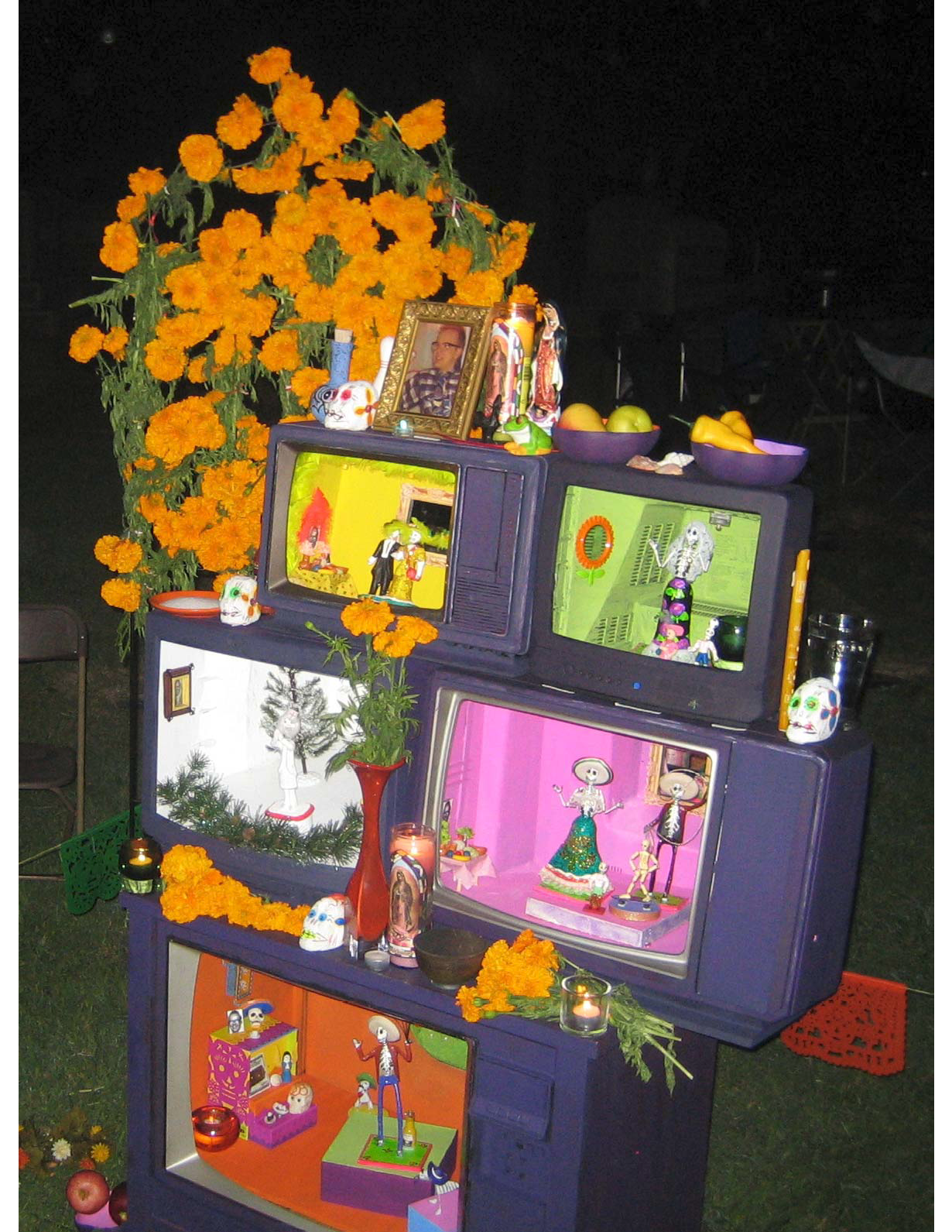
Um altar do Dia dos mortos em Los Angeles fazendo homenagem a antigos programas de TV

Em várias comunidades estadunidenses com imigrantes mexicanos, o Dia dos Mortos é celebrado de maneira bastante semelhante da forma que são celebrados no México. Em algumas destas comunidades, como o Texas e Arizona, as celebrações costumam ser mais tradicionais. Por exemplo, a Procissão de Todas as Almas tem sido um evento anual de Tucson desde 1990. O evento combina elementos do tradicional Dia dos Mortos com outros de festivais pagãos de colheita. Pessoas usando máscaras carregam sinais homenageando os mortos e uma urna na qual pode-se colocar pedaços de papel com orações para serem queimadas.
Em outras comunidades, a interação entre as tradições mexicanas e a cultura estadunidense está resultando em celebrações nas quais tradições mexicanas estão sendo estendidas para fazer manifestos artísticos, ou às vezes, políticos. Por exemplo, em Los Angeles, Califórnia, o centro cultural Self Help Graphics & Art Mexican-American apresenta uma celebração anual do Dia dos Mortos, que inclui tanto elementos tradicionais quanto políticos, como altares em honra das vítimas da Guerra do Iraque enfatizando o alto número de soldados latinos. Uma versão inter-cultural do Dia dos Mortos também está evoluindo em um cemitério próximo a Hollywood. Lá, numa mistura de tradições mexicanas e atitudes modernas de Hollywood, altares convencionais são levantados ao lado de altares a Jayne Mansfield e Johnny Ramone. Dançarinos e músicos nativos misturam-se com artistas de performance, enquanto pranksters tocam músicas tradicionais.
Tradições similares e modernizações inter-culturais da celebração mexicana ocorre em São Francisco, por exemplo através da Galería de la Raza, SomArts Cultural Center, Mission Cultural Center, de Young Museum; em Oakland, Califórnia no Museu de Oakland e com aulas da antiga arte da Cartonería no centro de educação de artes The Crucible; e em Missoula, Montana onde celebrantes esqueléticos em pernas de pau, pequenas bicicletas e esquis desfilam pela cidade.
Isto também ocorre no histórico Forest Hills Cementery, em Boston. Patrocinado pela Forest Hills Educational Trust e pelo grupo folclórico La Piñata, o Dia dos Mortos celebra o ciclo de vida e morte. As pessoas trazem ofertas de flores, fotos, memórias e comida para seus defuntos os quais são colocados em belos e coloridos altares. Um programa de música e dança tradicionais também acompanham o evento comunitário.

### Europa

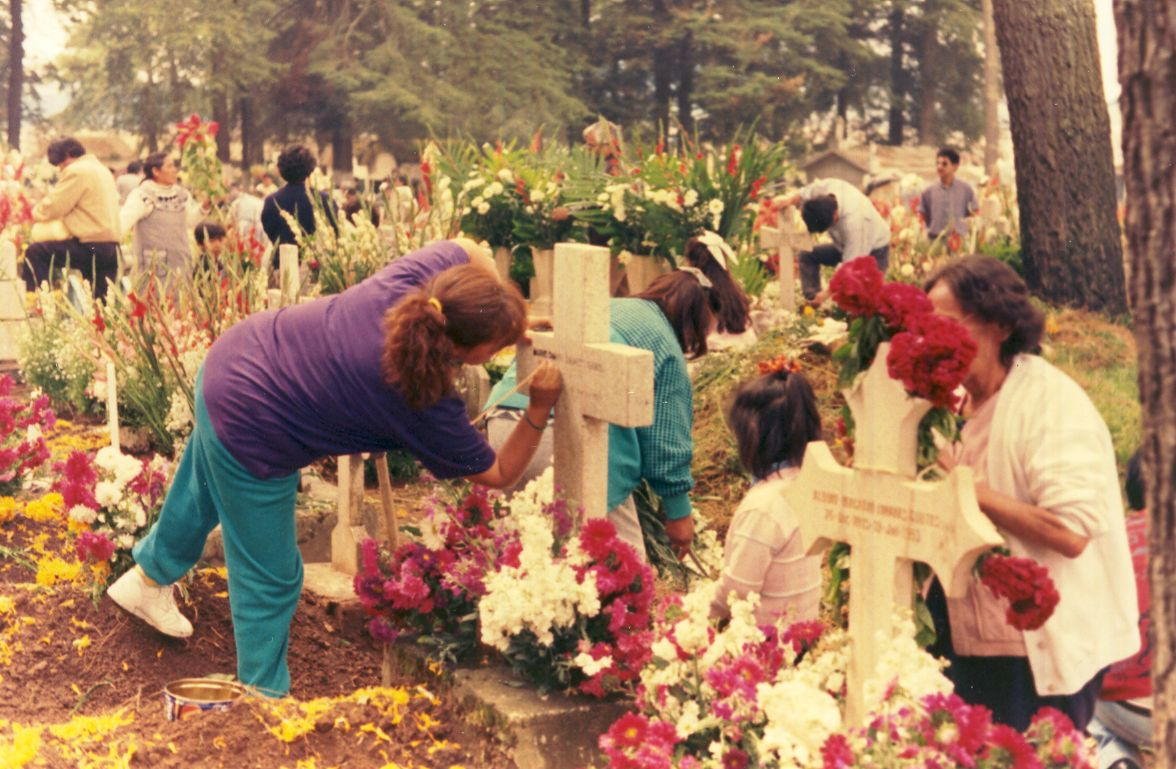
Pessoas decorando as sepulturas

Observa-se que o Dia dos Mortos ao estilo mexicano se espalhou também pela Europa. Em Praga, na República Tcheca, por exemplo, os moradores celebram o Dia dos Mortos com máscaras, velas e caveiras de açúcar. O evento, que recebe apoio da Embaixada Mexicana, é realizado pelo teatro Alfred Ve Dvore'.
Em vários outros países com uma herança católica, o Dia de Todos os Santos e o Dia dos Fiéis Defuntos são feriados onde as pessoas vão aos cemitérios com velas e flores e dão presentes às crianças, normalmente doces e brinquedos. Em Portugal e Espanha, oferendas são feitas neste dia. Na Espanha, a peça Don Juan Tenorio é tradicionalmente apresentada.
Na Espanha, Portugal, Itália, Bélgica, Países Baixos, França e Irlanda, as pessoas trazem flores para as sepulturas dos parentes mortos e fazem orações pelos mesmos. Na Polônia, Eslováquia, Hungria, Lituânia, Croácia, Eslovênia, Romênia, Áustria, Alemanha, Suécia e Noruega, a tradição é acender velas e visitar os túmulos dos parentes falecidos. Na região do Tirol, bolos são deixados sobre a mesa e a sala é mantida quente para o conforto dos mortos. Na Bretanha, as pessoas vão aos cemitérios ao anoitecer para ajoelharem-se perante as lápides de seus entes queridos e ungirem-nas com água benta ou fazerem libações de leite nela. Na hora de deitar, o jantar é deixado na mesa para as almas.

### América Latina

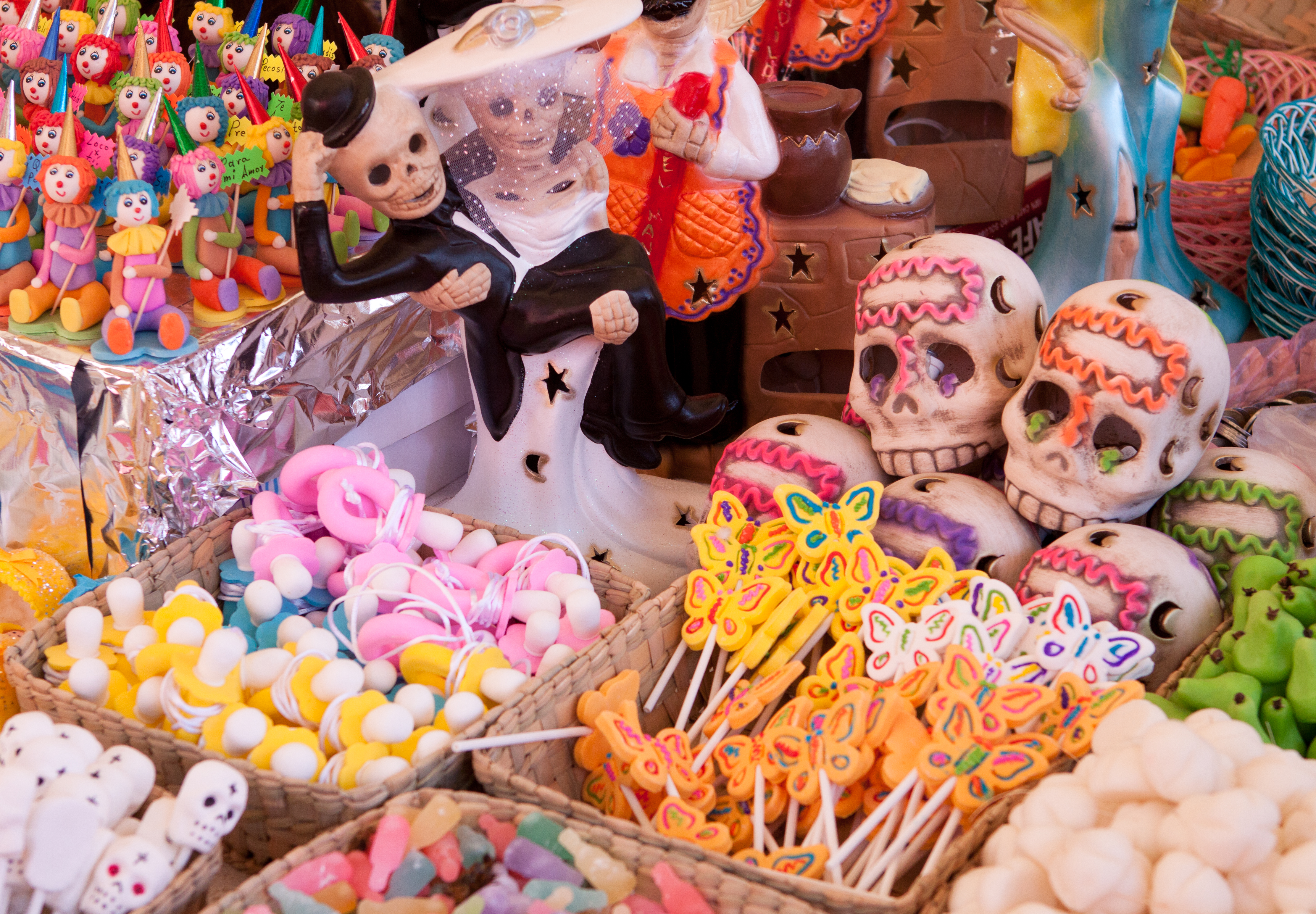
Calaveras feitas de alfenim.

Celebrações guatemaltecas do Dia dos Mortos são marcadas pela construção, e uso, de pipas gigantes, além das tradicionais visitas aos túmulos dos ancestrais. O consumo de fiambre - uma comida típica da Guatemala - também é um grande acontecimento, pois é o único dia em que é preparado durante o ano.
O feriado brasileiro de Finados é celebrado no dia 2 de novembro. Similar ao Dia dos Mortos, as pessoas vão aos cemitérios e igrejas, com flores, velas e orações. A festa tem intenção de ser positiva, para celebrar os que estão mortos.
No Haiti, tradições vudu misturam-se com as observâncias católicas do Dia dos Mortos, como, por exemplo, barulhentos tambores e músicas são tocados por toda a noite em celebrações pelos cemitérios para acordar Baron Samedi, o senhor dos mortos, e seu descendente, o Gede.
Dia de las ñatitas (do espanhol, Dia das Caveiras) é um festival celebrado em La Paz, Bolívia em 9 de novembro. Nos tempos pré-colombianos, indígenas andinos tinham o costume de partilhar um dia com os ossos de seus antecessores no terceiro ano após o sepultamento, contudo, somente as caveiras são usadas atualmente. Tradicionalmente, a caveira de um ou mais membros da família são mantidas em casa para tomar conta da família e protegê-la durante o ano. No dia 9 de novembro, a família coroa a caveira com flores frescas, às vezes também as vestindo com peças de roupa, e fazendo oferendas de cigarros, folhas de coca, álcool, e vários outros itens em agradecimento pela proteção durante o ano. As caveiras também são, por vezes, levadas ao cemitério central em La Paz para uma missa especial e bênçãos.

### Ásia
Nas Filipinas, o feriado chamado Araw ng mga Patay (Dia dos Mortos), Todos los Santos ou Undas (os últimos dois devido aos fato de serem celebrados em 1 de novembro), tem uma atmosfera mais de reunião familiar. As tumbas são limpas ou repintadas, velas são acesas e flores são oferecidas. Famílias inteiras acampam em cemitérios, e às vezes passam uma noite ou duas junto às tumbas de seus parentes. Jogos de cartas, comidas, bebidas, cantos e danças são atividades comuns no cemitério. É um feriado de muita importância para os filipinos (depois do Natal e da Semana Santa), e dias de folga são normalmente adicionados ao feriado, mas apenas o dia 1º é considerado um feriado regular.

### Tradições similares em outras culturas
Muitas outras culturas ao redor do mundo têm tradições similares a respeito de um dia especial para visitar as sepulturas dos familiares falecidos. Muitas vezes, estas tradições estão inclusas em festas, algumas com comidas e bebidas, além de orações e recordações sobre os que já morreram.
Em Wellington, Nova Zelândia, o Dia dos Mortos mexicano também pode ser encontrado com altares homenageando os falecidos com flores e presentes.
O Bon Odori (em japonês O-bon お盆 ou simplesmente Bon 盆), é um feriado budista japonês em honra aos ancestrais mortos. Este festival tem se tornado um reunião familiar na qual as pessoas dos grandes centros voltam à suas cidades de origem para visitar e limpar as sepulturas de seus ancestrais. Tradicionalmente inclui danças típicas. Este festival já existe no Japão por mais de 500 anos.
Na Coréia, o Chuseok - também conhecido como Hankawi (한가위,中秋节) (do coreano arcaico ótimo meio) é um dos principais feriados tradicionais. As pessoas vão para onde os espíritos de seus ancestrais estão consagrados e fazem cultos pela manhã; eles visitam as tumbas de seus ancestrais imediatos para podar as plantas e limpar a área ao redor da tumba, e fazerem ofertas de comida e bebida para seus ancestrais.
O Festival de Ching Ming (do chinês tradicional 清明節; chinês simples 清明节; pinyin īng míng jié) é um festival tradicional chinês que acontece normalmente por volta de 5 de abril no calendário Gregoriano. Juntamente com o Festival do Duplo Nove (no chinês tradicional 重陽節; pinyin: Chóngyángjié; e no chinês simplificado 重九, pinyin: Chóngjiǔ) no nono dia do nono mês do calendário chinês, é uma época que os chineses cuidam dos túmulos de seus ancestrais. Além do que, pela tradição chinesa, o sétimo mês no calendário chinês é chamado de mês fantasma (chinês simplificado: 中元节; chinês tradicional : 中元節; pinyin: zhōngyuánjié), no qual os fantasmas e espíritos saem do além para visitar a terra.
Durante o feriado nepalês do Gai Jatra (festival da vaca), toda família que tenha perdido um membro durante o ano anterior faz uma construção de bambus, panos, papéis decorativos e retratos dos falecidos, chamado de gai. Tradicionalmente, uma vaca guia o espírito do morto no outro mundo. Dependendo dos costumes locais, uma vaca viva, ou uma réplica, são usadas. O festival também é a época de se fantasiar, incluindo temas tanto de manifestos políticos como de sátiras.
Em algumas culturas da África, visitas às tumbas dos ancestrais deixando comidas, presentes e pedindo por proteção fazem parte de importantes rituais tradicionais. Um exemplo são os rituais que ocorrem antes do início da temporada de caça.

## Patrimônio da Humanidade

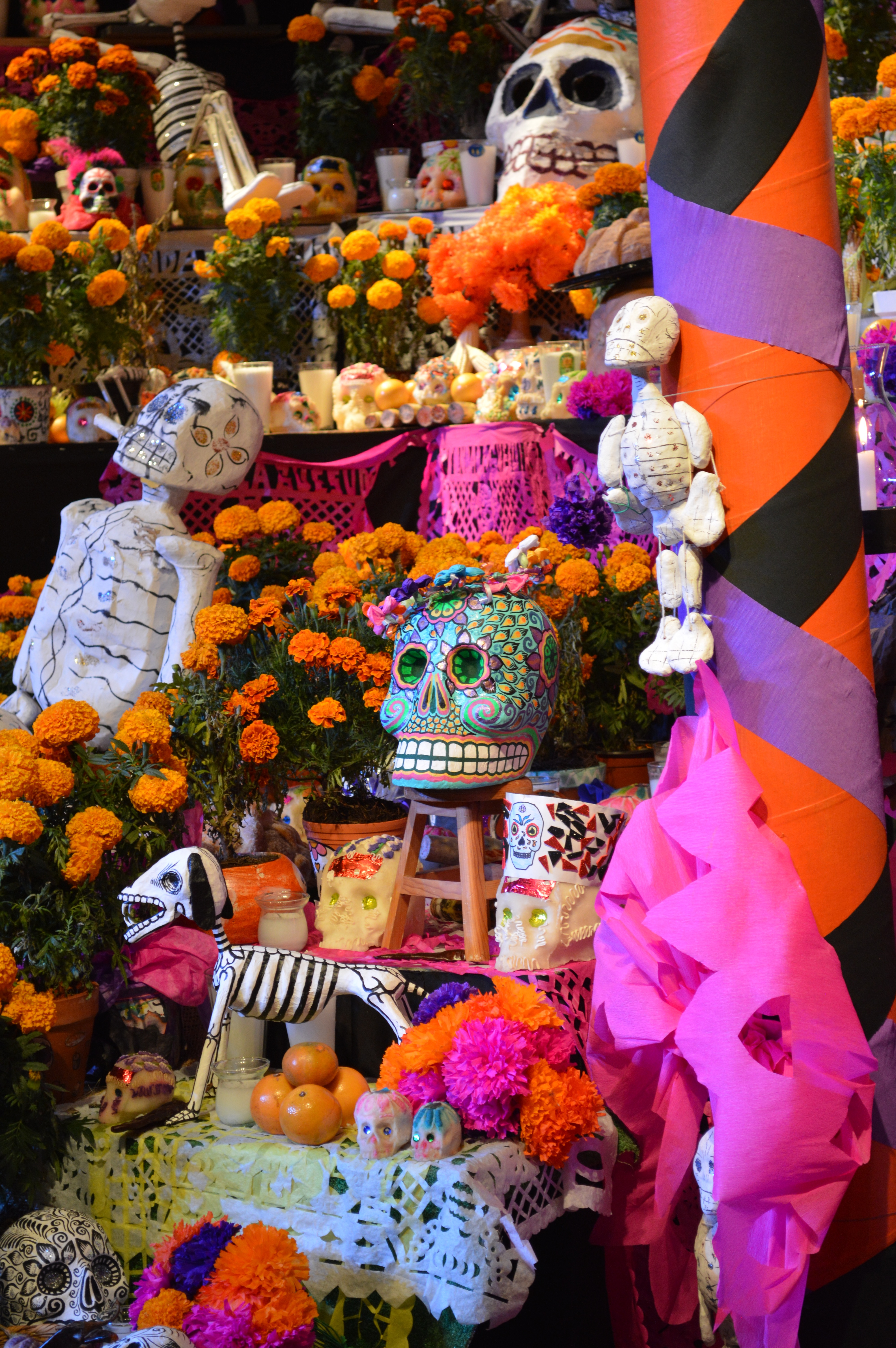
Esta imagem representa a Catrina, uma personagem feminina que representa os mortos criada por Guadalupe Posadas

Em cerimônia realizada em Paris, França em 7 de novembro de 2003, a UNESCO distinguiu a festividade indígena do Dia dos Mortos como Obra Mestra do Patrimônio Oral e Intangível da Humanidade. A distinção por considerar a UNESCO que esta festividade é:
"... uma das representações mais relevantes do patrimônio vivo do México e do mundo, e como uma das expressões culturais mais antigas e de maior força entre os grupos indígenas do país".
Além disso, no documento se destaca:
"Esse encontro anual entre as pessoas que celebram e seus antepassados, desempenha uma função social que recorda o lugar do indivíduo no seio do grupo e contribui na afirmação da identidade..."
Além de:
"...embora a tradição não esteja formalmente ameaçada, sua dimensão estética e cultural deve ser preservada do crescente número de expressões não indígenas e de caráter comercial que tendem a afetar seu conteúdo imaterial".